# Costa del Toll
La Costa del Toll és una costa del terme municipal de Conca de Dalt, a l'antic terme de Toralla i Serradell, al Pallars Jussà, en territori del poble de Toralla.
Està situada al sud-est de Toralla, en els costers de migdia de la vall del barranc de Mascarell, en els contraforts septentrionals de la Serra de Ramonic. És al nord i sota de la partida de la Font de Joanet, al sud i damunt de Prats, a ponent de Raidonal i a llevant de les Paüls.